# Robert Hanbury Brown
Robert Hanbury Brown, AC FRS (Aravankad, 31 de agosto de 1916 — Andover (Hampshire), 16 de janeiro de 2002) foi um astrônomo britânico nascido na Índia.